# Côte Sauvage (Afrique du Sud)

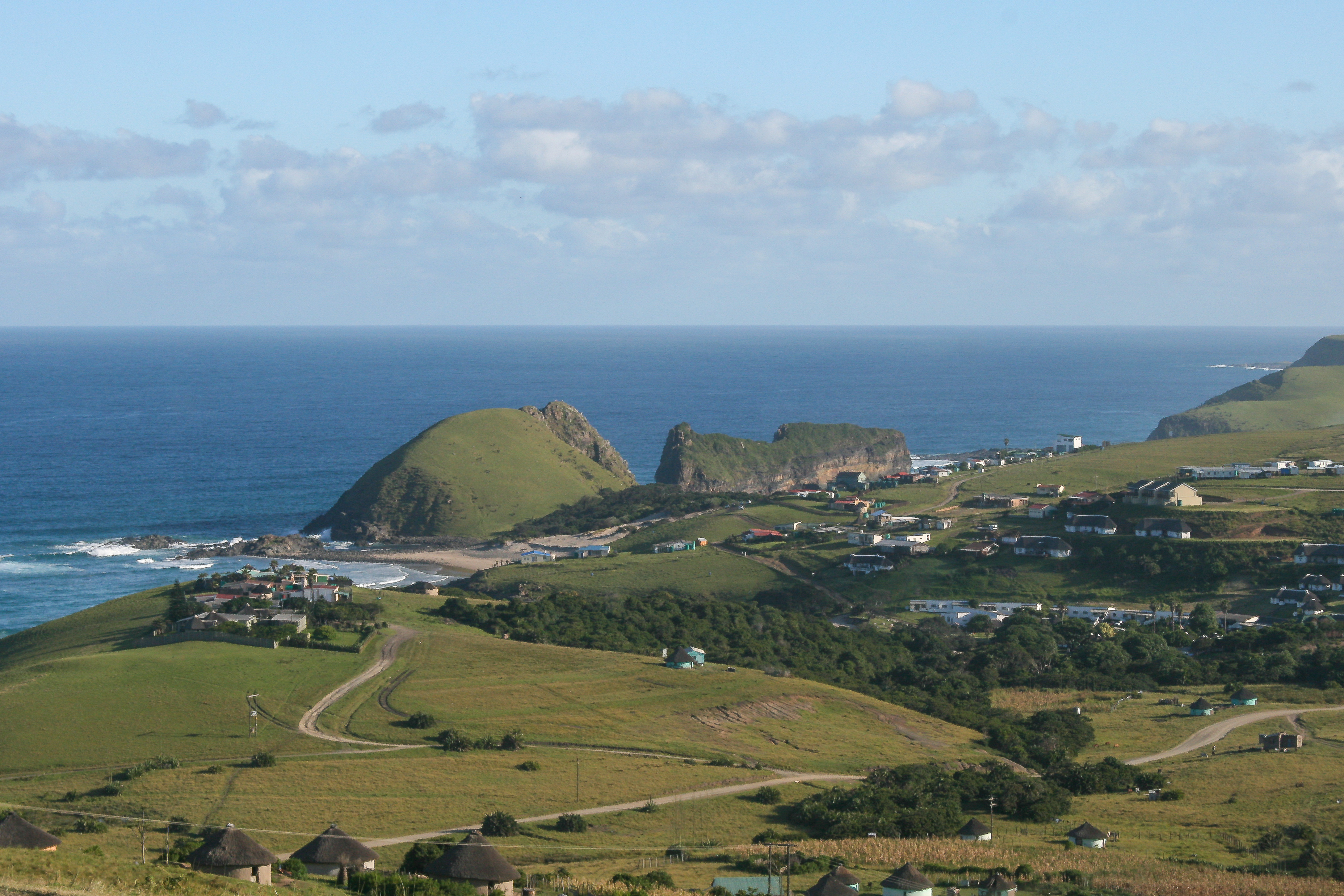
Paysage de la Côte Sauvage.

La Côte Sauvage en Afrique est une région longeant la côte est d'Afrique du Sud sur 250 km, chevauchant les provinces du Cap-Oriental et du KwaZulu-Natal, et dont la principale caractéristique est une extrême biodiversité soutenue par cinq réserves naturelles. Elle fait partie de l'ensemble écologique Maputaland-Pondoland-Albany.

## Géologie
Sous-sol riche en minéraux. Roches volcaniques en surface.

## Paysages
Les dunes de sable rouge à Xolobeni (31° 08′ 20″ S, 30° 04′ 49″ E), anciennes terres de pâturages mises à nu, dévoilent des pointes de flèches, pierres taillées et autres artefacts préhistoriques à chaque tempête ; cette zone a été jusqu'à récemment sous la double menace d'un site minier (veines de titane en surface du sable – 20 ans d'exploitation au maximum) et de la création d'un tronçon d'autoroute visant à raccourcir de 76 km le trajet Durban – East London par la route nationale 2. Les deux projets, excluant les développements écotouristiques à long terme, sont fortement combattus par les communautés locales. En juin 2011 le ministère des ressources naturelles a refusé le droit à la compagnie minière intéressée le droit de s'implanter sur la Côte Sauvage.
12 cascades seulement dans le monde se déversent directement dans l'océan ; 3 d'entre elles sont sur la Côte Sauvage, dont 2 dans la réserve de Mkambati.

## Biodiversité
Outre son propre couvert végétal originel, cette région réunit de nombreux végétaux de la région tropicale du KwaZulu-Natal située immédiatement au nord, et du très riche royaume floral du Cap. Ainsi seulement 180 000 hectares contiennent plus de 2 300 espèces de plantes. La seule réserve de Mtamvuna, de 3 250 ha, contient plus de 1 400 espèces végétales dont certaines si rares qu'elles n'ont pas de nom local connu comme l'arbre à thé du Pondo (Lydenburgia Abbotti, l'arbre endémique le plus rare d'Afrique du Sud avec seulement 200 à 300 spécimens dénombrés).
Réserves naturelles (du sud au nord) :
- réserve naturelle de Silaka (Cap-Oriental)[2] ;
- réserve naturelle de Pondoland[3] ;
- réserve naturelle de Mkambati[4], 8 000 ha, ouverte à la fin des années 1990 ;
- réserve naturelle de Mtamvuna[5] (KwaZulu-Natal), 3 250 ha, ouverte à la fin des années 1990 ;
- réserve naturelle de Mpenjati[6] (KwaZulu-Natal) ;
- zone marine protégée de Trafalgar[7] (KwaZulu-Natal).

Une réserve nationale incluant l'ensemble de la Côte Sauvage est envisagée.